# František Harant
František Harant (5. srpna 1925 Plzeň, Československo – 13. května 1985 Československo) byl český matematik. Zaměřoval se na diferenciální geometrii a výuku deskriptivní geometrie.

## Biografie
V letech 1936-1944 studoval reálné gymnázium v Plzni, v roce 1945 se zapsal na studium matematiky a deskriptivní geometrie na přírodovědecké fakultě. Pro učitelství na středních školách v roce 1946 složil I. státní zkoušku, v roce 1948 pak II. státní zkoušku. Již od roku 1946 začal spolupracovat s Vysokou školou inženýrského stavitelství při ČVUT, a to na II. ústavu matematiky nejprve jako pomocná síla, v letech 1947-1949 jako pomocný asistent.
Po absolvování povinné vojenské služby od r. 1951 nastupuje jako odborný asistent pro deskriptivní geometrii na katedře matematiky a deskriptivní geometrie. Kandidátskou práci z oblasti diferenciální geometrie O kolineárních plochách obhájil v roce 1962. V roce 1972 pak habilitoval a obhájil práci Dotykové vlastnosti a poloinvarianty přímkových a kuželosečkových kolineačních ploch.